# Points of Authority
«Points of Authority» es una canción interpretada por la banda estadounidense Linkin Park. Fue lanzada como un sencillo promocional para su álbum Hybrid Theory y habla sobre una relación tóxica y abusiva.
El video musical consiste de un collage de varias presentaciones realizadas en 2001 y fue utilizado para promocionar el primer DVD de la banda, titulado Frat Party at the Pankake Festival. Un remix realizado por Jay Gordon y titulado "Pts.Of.Athrty" fue lanzado como el primer sencillo del álbum Reanimation. Otro remix, realizado por The Crystal Method, fue lanzado en el álbum LP Underground v2.0, un lado-B para Reanimation. En 2004, la canción fue incluida en un mashup junto a "One Step Closer" y "99 Problems" de Jay-Z para el álbum Collision Course.

## Información en vivo
Entre 2007 y 2009, la canción fue presentada en vivo con samples de «Petrified» y «Dolla», por Fort Minor, «It's Goin' Down» por The Executioners; «Reading My Eyes», «High Voltage» y «Dedicated» por Linkin Park. Un sample aparece en el DVD Road to Revolution: Live at Milton Keynes, cuando Shinoda presenta «Petrified» al principio y «There They Go» al final.

## Vídeo
El vídeo musical fue dirigido por Nathan «Karma» Cox, y fue lanzado en el DVD Frat Party at the Pankake Festival. Y muestra presentaciones de su gira de 2001.

## Lista de canciones
| Promoción europea |                       |          |  |
| N.º               | Título                | Duración |  |
| 1.                | «Points of Authority» | 3:22     |  |
| 3:22              |                       |          |  |

## En otros medios
- Existe un demo de la canción, llamada «Oh No», que aparece en Underground X: Demos.
- Un demo de la canción, llamada «Points & Authority» con las letras ligeramente alteradas aparece en Underground 12.

## Músicos
- Chester Bennington: Voz
- Mike Shinoda: MC, rapping, sintetizador
- Brad Delson: Guitarra, bajo.
- Rob Bourdon: Batería, percusión.
- Joe Hahn: Tornamesa

- Datos: Q3907114